# Зелений Дол (Поріцький район)
Зелений Дол (рос. Зелёный Дол, чув. Зеленый Дол) — селище у складі Поріцького району Чувашії, Росія. Входить до складу Нікулінського сільського поселення.
Населення — 26 осіб (2010; 65 у 2002).
Національний склад:
- росіяни — 91 %